# Ruslan Zaharov
Ruslan Zaharov (n. 24 martie 1987, Gorki, RSFS Rusă, URSS) este un sportiv ce a reprezentat Rusia, medaliat olimpic. A participat la 3 ediții ale Jocurilor Olimpice (2010, 2014, 2022) în care a câștigat o medalie de aur și o medalie de argint.